# FK Kukës
Maillots
Actualités
Le Futboll Klub Kukësi est un club albanais de football basé à Kukës, depuis 1930. Le club évolue actuellement en première division albanaise.

## Historique
Après avoir remporté la troisième division en 2011, le club a fini à la deuxième place lors de la saison 2011-2012 de deuxième division et a donc gagné sa place en première division pour la saison suivante, réalisant ainsi deux montées consécutives.
Lors de la saison 2012-2013, pour sa première saison parmi l'élite albanaise, Kukës a réalisé de nombreux exploits en atteignant les demi-finales de la coupe d'Albanie (en ayant notamment éliminé KF Tirana, le club le plus titré du pays), et en terminant deuxième lors du championnat.
Pendant la saison 2013-2014, le FK Kukës débute sur la scène européenne en participant à la Ligue Europa. Alors qu'il n'était pas tête de série, le club réalise un très bon parcours en sortant vainqueur des trois tours de qualification : le premier face aux Estoniens du FC Flora Tallinn, le deuxième face aux Bosniens du FK Sarajevo et le troisième face aux Ukrainiens du Metalurg Donetsk. Le FK Kukës n'est ainsi tombé que lors des barrages face aux Turcs de Trabzonspor.

## Bilan sportif

### Palmarès
- Championnat d'Albanie : 
  - Champion : 2017
  - Vice-champion : 2013, 2014, 2015, 2018, 2019  et 2020
- Championnat d'Albanie de troisième division :
  - Champion : 1977, 1982, 2011
- Coupe d'Albanie : 
  - Vainqueur : 2016 et 2019
  - Finaliste: 2014, 2015 et 2024
- Supercoupe d'Albanie : 
  - Vainqueur : 2016
  - Finaliste: 2017, 2019 et 2024

### Bilan européen
Note : dans les résultats ci-dessous, le score du club est toujours donné en premier
| Saison    | Compétition         | Tour             | Club              | Domicile | Extérieur | Total  |
| --------- | ------------------- | ---------------- | ----------------- | -------- | --------- | ------ |
| 2013-2014 | Ligue Europa        | Premier tour Q   | Flora Tallinn     | 0 - 0    | 1 - 1     | 1E - 1 |
| 2013-2014 | Ligue Europa        | Deuxième tour Q  | FK Sarajevo       | 3 - 2    | 0 - 0     | 0 - 2  |
| 2013-2014 | Ligue Europa        | Troisième tour Q | Metalurh Donetsk  | 2 - 0    | 0 - 1     | 2 - 1  |
| 2013-2014 | Ligue Europa        | Barrages Q       | Trabzonspor       | 0 - 2    | 1 - 3     | 1 - 5  |
| 2014-2015 | Ligue Europa        | Premier tour Q   | Kaïrat Almaty     | 0 - 0    | 0 - 1     | 0 - 1  |
| 2015-2016 | Ligue Europa        | Premier tour Q   | Torpedo Jodzina   | 2 - 0    | 0 - 0     | 2 - 0  |
| 2015-2016 | Ligue Europa        | Deuxième tour Q  | Mladost Podgorica | 0 - 1    | 4 - 2     | 4 - 3  |
| 2015-2016 | Ligue Europa        | Troisième tour Q | Legia Varsovie    | 0 - 3    | 0 - 1     | 0 - 4  |
| 2016-2017 | Ligue Europa        | Premier tour Q   | Rudar Pljevlja    | 1 - 1    | 1 - 0     | 2 - 1  |
| 2016-2017 | Ligue Europa        | Deuxième tour Q  | Austria Vienne    | 1 - 4    | 0 - 1     | 1 - 5  |
| 2017-2018 | Ligue des champions | Deuxième tour Q  | Sheriff Tiraspol  | 2 - 1    | 0 - 1     | 2 - 2E |
| 2018-2019 | Ligue des champions | Premier tour Q   | Valletta FC       | 0 - 0    | 1 - 1     | 1E - 1 |
| 2018-2019 | Ligue des champions | Deuxième tour Q  | Qarabağ FK        | 0 - 0    | 0 - 3     | 0 - 3  |
| 2018-2019 | Ligue Europa        | Troisième tour Q | Torpedo Koutaïssi | 2 - 0    | 0 - 5     | 4 - 5  |
| 2019-2020 | Ligue Europa        | Premier tour Q   | Debrecen VSC      | 1 - 1    | 0 - 3     | 1 - 4  |
| 2020-2021 | Ligue Europa        | Premier tour Q   | Slavia Sofia      | 2 - 1    | N/A       | 2 - 1  |
| 2020-2021 | Ligue Europa        | Deuxième tour Q  | VfL Wolfsburg     | 0 - 4    | N/A       | 0 - 4  |

Légende
- Victoire ou qualification pour le tour suivant
- Match nul
- Défaite ou élimination de la compétition

## Anciens joueurs
- Lazar Popović